# Paradeplaat
Op donderdag 27 mei 1976 introduceerde de TROS een eigen hittip, de TROS Paradeplaat.  Op diezelfde Hemelvaartsdag startte de TROS op de nationale publieke popzender Hilversum 3 ook met twee hitlijsten, de TROS Europarade en de Polderpopparade.
De TROS Paradeplaat werd sinds die tijd elke week gekozen door de TROS Hilversum 3 diskjockeys en op de vaste uitzenddag donderdag elk uur op de nationale publieke popzender Hilversum 3 gedraaid, totdat deze na ruim vier jaar werd afgeschaft.

## Geschiedenis
De eerste TROS Paradeplaat was S-S-S-Single Bed van Fox. Deze single was vier dagen eerder AVRO's Radio en TV-Tip op de maandag op Hilversum 3.
Na ruim vier jaar viel het doek voor de TROS Paradeplaat. Dat had met de keuze van deze hittip op donderdag 25 september 1980 te maken.  Op deze datum werd The kiss van Babe TROS Paradeplaat. Daarna volgden op 2 oktober Bonnie St. Claire met Bonnie kom je buiten spelen, op 9 oktober My prayer van Ray, Goodman & Brown en ten slotte op 16 oktober Lady van Kenny Rogers.  Dit bleek voorlopig de laatste TROS Paradeplaat.
Als zo'n plaat grote hitpotentie heeft en vaak op de radio wordt gedraaid, wordt het meestal een hit.  Het kan dus van belang zijn om als hittip te worden gekozen. In de week van de uitgave van de nieuwe Babe-single The kiss regelde de producer van platenfirma TTR, Bart van der Laar, met TROS-dj en radiodirecteur Hugo van Gelderen op woensdagavond dat deze single van zijn firma TROS Paradeplaat zou worden. Dat gebeurde, volgens afspraak, de volgende dag. Doordat Van der Laar dit echter rondbazuinde, ontstond er een ongemakkelijke situatie bij de leiding van TROS Hilversum 3, die daarop besloot de Paradeplaat af te schaffen om in de toekomst van verdachtmakende praktijken af te zijn. Medio 1983 werd de TROS Paradeplaat weer ingevoerd en was tot en met de laatste TROS donderdag op 3 (op 1 oktober 1992) te horen. De laatste TROS Paradeplaat op Radio 3 was een akoestische liveversie van "Layla" door Eric Clapton.
Door de invoering van de nieuwe horizontale weekprogrammering van het geheel vernieuwde Radio 3 per maandag 5 oktober 1992, verhuisde de vaste uitzenddag van de TROS per 4 oktober 1992 naar de zondag en werd aanvankelijk per zaterdag 10 oktober 1992 de Radio 3 Alarmschijf als vaste hit tipplaat van de week gekozen. Dit verdween echter weer vrij snel, omdat vanaf zondag 31 januari 1993 door Radio 3 met de Megahit en een week later de Mega Top 50 een nieuwe vaste tipplaat en hitlijst werd ingevoerd op de landelijke publieke popzender.
De TROS Paradeplaat is per 5 oktober 1992 overgenomen door Radio 2. Per 19 mei 2008 heeft Radio 2 echter besloten om te stoppen met de wekelijkse Paradeplaat.
Niet lang daarna is de Paradeplaat geadopteerd door Club Casablanca op Kink FM die het zonde vond te stoppen met deze tipplaat.
In september 2010 doopte Sterren.nl van de TROS zijn hittip om in Paradeplaat. Daarvóór heette deze schijf de Sterren.nl HiTTiP. De eerste Sterren.nl Paradeplaat was Wat is dromen van 3JS en Ellen ten Damme. Tot op heden is de Paradeplaat wekelijks op NPO Sterren NL van tegenwoordig AVROTROS te horen.